# Gammel Haderslev Sogn
Gammel Haderslev Sogn (deutsch: Alt Hadersleben) ist eine Kirchspielsgemeinde (dän.: Sogn) in Haderslev in Nordschleswig im südlichen Dänemark. Bis 1970 gehörte sie zur Harde Haderslev Herred im damaligen Haderslev Amt, danach zur Haderslev Kommune im damaligen Sønderjyllands Amt, die im Zuge der Kommunalreform zum 1. Januar 2007 in der „neuen“  Haderslev Kommune in der Region Syddanmark aufgegangen ist.
Von den 22.182 Einwohnern von Haderslev leben 7350 im Kirchspiel (Stand:1. Januar 2023).